# Кии (провинция)
Провинция Кии (яп. 紀伊国 Kii no Kuni), или Кисю (紀州), была провинцией Японии, расположенной на острове Хонсю. На сегодняшний день северная часть этой провинции является частью префектуры Вакаяма, южная — префектуры Миэ. Кии граничила с провинциями Исэ, Идзуми, Кавати, Сима и Ямато. Полуостров Кии был назван в честь этой провинции.

Карта японских провинций (1868) с подсвеченной провинцией Кии

Во время периода Эдо, род Кии из клана Токугава имели здесь свой замок в Вакаяме.